# Illa de l'Aire
L'Illa de l'Aire és un illot deshabitat del sud-est de Menorca, davant de Punta Prima, al municipi de Sant Lluís. Les úniques construccions que conté són un far, un antic magatzem, un estable i un petit habitatge, a més d'un camí i un petit moll. La seva superfície és de 34 hectàrees i el seu perímetre és de 3300 metres. La seva altura màxima sobre el nivell del mar és de 14,92 metres. És propietat privada.

## Flora i fauna
Un dels trets característics de l'illot és un dels petits reptils que hi habita, la sargantana negra endèmica (Podarcis lilfordi lilfordi), subespècie de la sargantana gimnèsia. També constitueix un pas migratori de primer ordre i acull colònies de reproducció de totes les aus marines de Menorca. La bellesa de la seva zona marina, plena de coves submergides sota els seus penya-segats i grans praderies d'algues, han motivat la creació de diversos clubs de busseig al seu voltant. També s'hi han trobat nombrosos jaciments arqueològics.
Des de fa anys, es reclama la declaració de l'Illa de l'Aire i els seus voltants com a reserva natural.